# Jackie Chan Stuntmaster

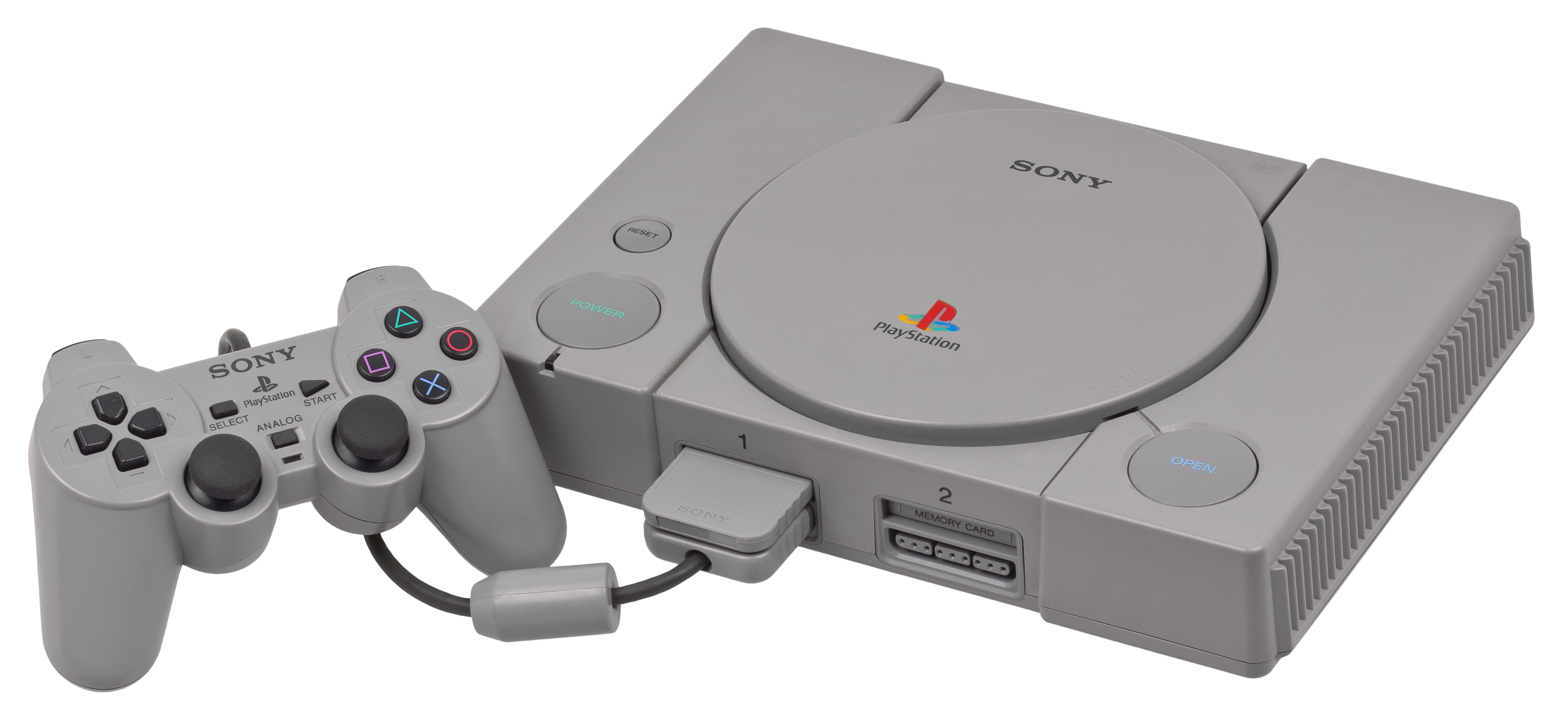
Sony PlayStation (SCPH-5001), con mando DualShock y tarjeta de memoria. Versión JPG.

Jackie Chan Stuntmaster es un juego de PlayStation basado en el actor y artista marcial Jackie Chan.
Hecho por Radical Entertainment y distribuido por Midway Games en Europa, el juego trata de ayuda a Jackie Chan que debe luchar a su manera más allá de los numerosos villanos en diferentes lugares de la ciudad de Nueva York.

## Trama
Después de un largo día de trabajo en una compañía transportadora de paquetes, el abuelo de Jackie le entrega una caja de Temple Of The Shaolin, la cual le pide que no la maltrate ya que es muy especial y debe ser entregada. Entonces es distraído después de caerle unas cajas encima y en ese momento, uno de los trabajadores da información sobre la caja y quieren usar al abuelo de rehén. Jackie se encuentra en una cafetería y es donde ve hacia a fuera que unos villanos lo tienen y al ver que Jackie los descubrió huyen en el auto y Jackie los persigue hasta que el auto choca y se van con el abuelo a ocultarse en un callejón, donde el jugador debe encontrar al abuelo buscándolo en un barrio chino, en un muelle, en las alcantarillas, en las azoteas y finalmente en una fábrica la cual maneja el secuestrador villano "Dante" y donde tienen al abuelo. El jugador deberá enfrentarse a una variedad de matones y trabajadores villanos en todos los niveles, cada mundo se compone de 3 niveles y un jefe, los cuales son: Chinatown: Chef, Waterfront: Barney, Sewer: Clown, Roof Top: Disco, Factory: Dante, el jefe final. También existen una variedad de maniobras especiales que Jackie puede realizar que con ellas el jugador hace una excelente puntuación y se tiene el valor de aprobar con una "A" y al hacerlo, consigues vidas extra. Las maniobras también pueden realizarse con objetos como baras, escobas etc. y son necesitadas para derrotar rivales más difíciles. También deben encontrarse 10 cabezas de dragones rojos el cada nivel y así, conseguir un dragón dorado en cada nivel y uno extra en cualquier nivel de cada mundo, dando así un total de 20 dragones dorados. Una vez que has llegado con Dante, Jackie logra recuperar la caja y entonces el abuelo se verá amenazado y uno de los trabajadores le informa que Jackie entró a su casa y se preparan para luchar. Una vez derrotado, Jackie desata al abuelo de la silla y ve que Dante despierta nuevamente y Jackie lanza una patada haciendo que Dante se estrelle con sus dispositivos de audio y se electrocute. Después recogen todos los paquetes robados que tenía Dante y al momento de marcharse en su camión, la caja se cae al suelo y después aparecen los créditos, donde también se ven escenas humorísticas de los actores, al cometer errores en la grabación. Y el Templo de Shaolin, está disponible para jugar desde la pantalla de selección de nivel, al terminar los 15 niveles se abrirá una puerta al lado izquierdo de la entrada a la fábrica y te enfrentaras a rivales maestros del Kung-Fu y terminando esto, se tiene derecho a ver una película de Bonus, donde el mismo Jackie Chan hace comentarios del desarrollo del juego.

## Desarrollo
El desarrollo del juego el cual fue por Radical Entertainment había hecho muchas consultas con el fin de darle al juego la sensación de una película de Jackie Chan. Esto incluyó el uso del actor Jackie Chan para la captura del movimiento para ponerle al personaje, Jackie Chan en el juego hace los mismos movimientos que hace en la película. Jackie también proporcionó su voz para el juego. Además, cuando el jugador termina el juego, se muestra un video  en donde Jackie Chan habla de como se desarrolló el juego, incluyendo la aplicación del movimiento al personaje en el juego.

## Créditos
- Productor ejecutivo: Jeffrey Kearney
- Director de arte: Rick Stringfellow
- Creador de la voz: Jackie Chan, Paul Dobson, Morrow Kirby y Richard lado.